# Johann Baisamy
Johann Baisamy (ur. 18 maja 1989 w Neuvecelle) – francuski snowboardzista. Jak dotąd nie startował w igrzyskach olimpijskich. W mistrzostwach świata startował dwukrotnie, najlepszy wynik zanotował na mistrzostwach w La Molinie., gdzie uplasował się na 15. miejscu w halfpipe’ie. Najlepsze wyniki w Pucharze Świata w snowboardzie osiągnął w sezonie 2010/2011., kiedy to zajął 17. miejsce w klasyfikacji generalnej (AFU). Natomiast w klasyfikacji halfpipe’u był 7.

## Sukcesy

### Mistrzostwa świata
| Miejsce | Dzień       | Rok  | Miejscowość | Konkurencja | Zwycięzca           |
| ------- | ----------- | ---- | ----------- | ----------- | ------------------- |
| 15.     | 20 stycznia | 2011 | La Molina   | Halfpipe    | Nathan Johnstone    |
| 21.     | 20 stycznia | 2013 | Stoneham    | Halfpipe    | Iouri Podladtchikov |

### Puchar Świata

#### Miejsca w klasyfikacji generalnej
- 2005/2006 – 351.
- 2006/2007 – 243.
- 2007/2008 – 184.
- 2008/2009 – 87.
- 2009/2010 – 97.
  - AFU[2]
- 2010/2011 – 17.
- 2011/2012 – 87.
- 2012/2013 – 51.
- 2013/2014 –

#### Miejsca na podium w zawodach
1. Bardonecchia – 11 marca 2011 (Halfpipe) – 2. miejsce
2. Ruka – 13 grudnia 2013 (Halfpipe) – 2. miejsce